# Klickitat County
Klickitat County je okres ve státě Washington ve Spojených státech amerických. K roku 2010 zde žilo 20 318 obyvatel. Správním městem okresu je Goldendale. Celková rozloha okresu činí 4 931 km².